# Гуччи, Паоло
Паоло Гуччи (итал. Paolo Gucci; 29 марта 1931, Флоренция, Италия — 10 октября 1995, Лондон, Великобритания) — итальянский бизнесмен и дизайнер, главный дизайнер (с конца 1960-х) и вице-президент (с 1978) дома Гуччи.

## Биография
Паоло Гуччи родился в 1931 году в семье Альдо Гуччи (сына Гуччо Гуччи, основателя дома Гуччи), и Олвен Прайс. В конце 1960-х годов отец назначил его главным дизайнером семейного бизнеса, а в 1978 — вице-президентом. В 1980 году Паоло был уволен отцом и дядей Родольфо за ведение собственного бизнеса под маркой Paolo Gucci. Стремясь отомстить, в 1984 году он с помощью своего двоюродного брата Маурицио Гуччи добился увольнения отца и передал его документы в Налоговое управление, после чего Альдо Гуччи на год отправился в тюрьму за неуплату налогов. В 1987 году Гуччи получил от Investcorp 42,5 миллиона долларов за все свои акции Gucci, к 1993 году накопил долгов на 90 миллионов долларов и подал заявление о банкротстве. Он умер от гепатита в Лондоне спустя два года.
В 1952 году Паоло Гуччи женился на Ивонне Москетто, от которой у него родились две дочери, Элизабетта и Патриция. Позже он расторг брак на Гаити, но итальянский суд этого не признал. Тем не менее в 1977 году Гуччи женился снова — на британской оперной певице Дженни Паддфут, у которой родилась дочь Джемма. В 1990 году он расстался и со второй женой из-за связи с Пенни Армстронг, от которой родились Алисса и Габриэле.
Паоло Гуччи стал одним из героев художественного фильма Ридли Скотта «Дом Gucci» (2021), где его сыграл Джаред Лето. Он показан в картине как бездарный дизайнер, и Патриция Гуччи отзывалась об этом с возмущением. Мнения критиков об игре Лето были противоречивыми: актёр получил как премию «Золотая малина» за худшую мужскую роль второго плана, так и номинации на «Выбор критиков» и «Спутник».